# Arsenal (Hvar)
Hvarski Arsenal povijesna je građevina u gradu Hvaru u Hrvatskoj. Sagrađena je početkom 14. stoljeća kao brodogradilište za održavanje galije komune. Kroz povijest se mijenjao i dobio dodatne funkcije. Najistaknutije je povijesno kazalište (Hvarsko Kazalište), sagrađeno 1612. godine kao istočni dio prvog kata, iznad prostora galije. Danas je to višenamjenski objekt, s kazalištem kao glavnom funkcijom.

## Općenito
Predstavlja zaštićeno kulturno dobro.
Jednokatna je građevina pravokutnog tlocrta, pokrivena dvovodnim krovom. Sagrađena u drugoj polovini 16. stoljeća u dnu luke, na mjestu ranijeg arsenala koji se spominje od kraja 13. stoljeća. Početkom 17. stoljeća uređeno je kazalište na katu, a u 18. stoljeću dograđen je fontik na sjevernom dijelu prizemlja. Tijekom 19. stoljeća izvedene su značajne preinake glavnog, zapadnog pročelja i terase nad Fontikom. Arsenal je jedna od najvećih predindustrijskih zgrada nekadašnje mletačke Dalmacije.

## Zaštita
Pod oznakom Z-6398 zaveden je kao nepokretno kulturno dobro - pojedinačno, pravna statusa zaštićena kulturnog dobra, klasificirano kao "profana graditeljska baština".

### Prva faza izgradnje (1292/1317 - 1331)
Hvarski arsenal razvijao se i mijenjao u skladu s povijesnim, društvenim i tehnološkim promjenama svog dana. Izgrađen je početkom 14. stoljeća. Odluka o gradnji je donesena 1292 godine. Iz povijesnih izvora je vidljivo da gradnja nije započeta 1317, a u komunalnom statutu iz 1331 je vidljivo da je objekt gotov i u funkciji. Mjesto gradnje je odabrano s obzirom na opasnosti od vremenskih prilika i otvorenog mora na hvarsku luku i kako bi se omogućila integracija zgrade u zaštitu budućih gradskih zidina. Kasnije izgrađene gradske zidine nisu uključivale Arsenal i više drugih važnih građevina.   
Postojeći zidovi prizemlja na području 2. – 8. traveja izgrađeni su u prvoj fazi gradnje, početkom 14. stoljeća. Temelji ovih zidova polagali su se izravno na antičke povijesne slojeve. Vidljivo je da su antičke građevine srušene kao bi se omogućila gradnja navoza pod kutom od 3° prema moru. Navoz je bio pokriven sa slojem gline i korišten je kao radna površina za rad na održavanju drvene galije.   
Arsenal iz 14. stoljeća je bio jednostavna zgrada, zaštićena od vremenskih prilika s dva zida i krovom. Bio je to preduvjet da se općina ispunila svoju obvezu prema Republici Veneciji: održavati, opremiti i financirati općinsku galiju te osposobljavati i plaćati lokalnu posadu. Veličina i oblik građevine bili su u skladu s veličinom galije iz 14. stoljeća.Oblikovanje prvog arsenala, prema sačuvanim dijelovima i praksi kod sličnih građevina, bilo je jednostavno, industrijsko i bez ornamenata.
Hvarska općina je morala ispuniti niz uvjeta kako bi došla pod zaštitu Republike Venecije. Kako bi se zahtjev održavanja općinske galije ispunio, bilo je neophodno sagraditi arsenal. Angažirani su lokalni graditelji. Općina je sama organizirala i financirala gradnju. U 14. stoljeću arsenal je dug 40 metara (današnji 2. – 8. travej), što odgovara dužini galije tog vremena. Bočni zidovi bili su oko metar viši od današnje razine prvog kata.

### Druga faza izgradnje (1528. – 1559.)
Arsenal je bio u funkciji unatoč čestim promjenama vlasti na otoku od 14. – 16. stoljeća (Venecija je izgubila kontrolu nad otokom Hvarom u razdoblju 1358. – 1420.). početkom 16. stoljeća društvene i političke okolnosti se mijenjaju i zgrada se proširuje i nadograđuje 
Proširenje je provedeno u razdoblju 1528 - 1559.
U ovoj drugoj fazi izgradnje arsenal je produžen današnjim prvim travejem i izgrađen do današnje visine. U prvom je traveju izvedena unutarnja terasa koja je osigurala prostor za suho skladište materijala potrebnih za održavanje broda i hrane i opreme za posadu i galije koje su posjećivale grad Hvar.  Zgrada je zatvorena novoizgrađenim zapadnim i istočnim pročeljem.

### Treća faza izgradnje (1575. – 1612.)
Arsenal je zapaljen u osmanskom napadu na grad 1571. godine. Eksplozija baruta 1. listopada 1579. u tvrđavi nad Hvarom dodatno je oštetila zgradu. Samo par godina nakon dovršetka druge faze izgradnje bila je potrebna treća kako bi se građevina vratila u funkciju. S obzirom na veliki zahvat radova i novo proširenje vidljivo je da je arsenal u Hvaru postao važniji kao opskrbni centar mornarice i trgovačke flote u odnosu na dosadašnju primarnu funkciju – održavanje komunalne galije. 

Arsenal je povišen, te je izgrađen prvi kat cijelom dužinom zgrade. Kako je nova etaža dodana u postojeći volumen, u prizemlju je izvedeno sedam polukružnih nosača koji ga podupiru. Kat je podijeljen je na dva dijela, istočni s kazalištem i zapadni koji je služio kao skladište. 
Kameni zidovi arsenala su jako oštećeni u požaru. Većina lica zidova su prezidani i sanirani: Na vanjskoj strani su obnovljene dvije najvidljivije fasade, zapadna i sjeverna. U unutrašnjosti su sanirani temelji u prizemlju (lice je obnovljeno novim kamenjem, ali vidljivi su i stari, ponovno ugrađeni komadi oštećeni u požaru). Unutar prvog kata popravljeni su svi zidovi mješavinom novog i starog, vatrom oštećenog kamenja. 
Općina je kupila dotada privatna skladišta na sjevernoj fasadi i pretvorila ih u komunalno skladište - Fontik. 
Treću fazu izgradnje karakterizira veća pažnja prema oblikovanju, simetriji i ornamentima. Zgrada se nalazi u centru, na glavnom trgu. Popravak sjevernog i zapadnog pročelja bio je prilika da se stvori novo lice grada. Značajna razlika u odnosu na prethodnu, utilitarnu gradnju i oblikovanje (vidljivo danas na južnoj i istočnoj fasadi). Novo oblikovana sjeverna i zapadna fasada su precizno izgrađene upotrebnom bolje oblikovanog kamena. Bogato su ornamentirane, te izvedene kao cjelina u proporciji i simetriji s obzirom na glavne elemente: Na zapadnoj fasadi portal arsenala, a na sjevernoj ulaz u kazalište. 
Povijesno kazalište, danas najeksponiraniji dio arsenala izgrađeno je u trećoj fazi na istočnoj strani prvog kata. Na ulazu u kazalište izvedena je terasa, Belvedere, kao monumentalni pristup kazalištu i mjesto okupljanja. Ovu gradnju omogućilo je formiranje komunalnog lagera, Fontika, čiji je belvedere krov. Pristup je preko novo izgrađenog stubišta na zapadnoj fasadi. 
Sve što je novo izvedeno na sjevernom pročelju u trećoj građevinskoj fazi oblikovano je kako bi se naglasila monumentalna vrata, ulaz u kazalište. Vrata su bogato dizajnirana i dominiraju sjevernim pročeljem. Iznad ulaza u kazalište natpis je: ANNO PACIS SECUNDO MDCXII („Druga godina mira 1612.“).

U najvećoj pomorskoj bitci tog doba, bitci kod Lepanta 1571. godine sudjelovala je Hvarska galija pod imenom “Sveti Jerolim”. Pramčani ukras, „Zvir“ čuva se u Hvaru.

### Rekonstrukcija krova iz 18. stoljeća (1727.) i kraj obveze službe Hvarske galije (1716.)
U povijesnim izvorima spominje se da je krov rastavljen i obnovljen 1727. godine, koristeći postojeći materijal i drvenu građu. Inženjer Francesco Melchiori nadzirao je obnovu.
Hvarska komuna od 1716. godine nije imala obvezu opremanja i održavanja galije. Nakon sporazuma s Mletačkom Republikom, Hvar je svoju obavezu pretvorio u financijsku podršku vojsci umjesto da izravno sudjeluje u sukobima s vlastitom galijom kao do tada. Galija kao tipologija vojnog broda u 18. stoljeću gubi svoj smisao. Arsenal se i dalje koristi kao skladište u službi Venecijanske mornarice i funkcioniranja gradske luke, ali njegova uloga kao dijela venecijanske mreže arsenala koja je postojala od početka 13. stoljeća dolazi kraju.

### Austrijska monarhija (19. stoljeće)
Na Bečkom kongresu 1814. godine Dalmacija dolazi pod austrijsku. Nakon dugog razdoblja pod Venecijanskom vlasti, kada je Hvar kroz svoj prometni položaj bio strateški važan i imao visoku razinu samoupravljanja, pod austrijom otok na početku 19. stoljeća gubi na važnosti. Prometni značaj je kroz nestanak galije i pad prometa u Jadranu nestao, a Hvarska komuna s velikom razinom samouprave postaje jedna od općina, pod austrijskim zakonima i s administrativnim osobljem.   
Arsenal je po dolasku preuzela austrijska vojska i prilagodila se njihovim potrebama. Budući da je vojska kratko vrijeme koristila i prostore kazališta, ali kao skladište, unutrašnjost je bila oštećena. Stanovništvo osniva Kazališno društvo, Societa del Teatro, početkom 19. stoljeća. Društvo obnavlja kazalište odmah nakon što je iz njega izašla austrijska vojska, 1801. – 1803. godine. Petar Crescini gradi drveni auditorij s 33 lože na dva kata.  Sljedeća velika rekonstrukcija napravljena je u periodu 1888. – 1900. godine. Drveni auditorij je u potpunosti obnovljen u neobaroknom stilu i do danas očuvan.

### 20. stoljeće
Prizemlje arsenala koristilo se kao multifunkcionalni prostor u 20. stoljeću, ali uglavnom kao skladište. U drugoj polovici stoljeća u prizemlju je izgrađeno kino. Danas je prizemlje arsenala multifunkcionalna dvorana za predstave i izložbe 
Kazalište na prvom katu istočnog dijela bilo je u funkciji tijekom većeg dijela 20. stoljeća. Iz sigurnosnih razloga zatvoreno je 1996. godine. Obnovljeno je u skladu sa suvremenim zahtjevima.